# 2011 természeti katasztrófái
Ezen a lapon a 2011 nagyobb természeti katasztrófái vannak felsorolva.

## Január
- Ausztrália Queensland tartománya 2010. novembere óta árvíz sújtotta terület.[1] Január 5-én 40 várost zárt körül a víz, az áradások 200 000 ember életét nehezítik meg, és már a szomszédos Új-Dél-Wales tartományt is veszélyeztetik.[1] A november óta tartó áradások több mint 30[2] ember halálát okozták, a január elejei újabb esőzések miatt már Brisbane-t is árvíz fenyegeti.[3] Bár a legtöbb víz alá került városba már visszamentek a lakók, Rockhampton és Maryborough még mindig víz alatt van.[3] Január 10-én újabb árhullám érte el a területet, a víz már Brisbane városközpontjába is elkezdett betörni, a meteorológusok szerint a Brisbane-folyó két napon belül fog tetőzni.[4] Ugyanakkor a Brisbane-től 126 kilométerre lévő Toowoombán két méteres ár söpört végig, hidakat és faházakat rombolt le, nyolcan meghaltak, 72 ember pedig eltűnt.[4] Január 17-én Victoria államot is elérte az áradás, egy folyó kettévágta Horsham városát. Swan Hillben ideiglenes gátakat építenek, Sydneyben a tengerészet próbálja megtisztítani a Brisbane folyót a hulladékoktól.[5] Wayne Swan pénzügyminiszter szerint, az áradás okozta legalább 3 milliárd ausztrál dolláros károk és az újjáépítés 20 milliárd ausztrál dolláros költsége miatt valószínűleg különadót kell kivetni.[5]
- A hónap elején lassú apadás volt tapasztalható Magyarországon, a Tiszán és mellékfolyóin.[6] A folyók karácsony előtt kezdődő áradása és a belvíz miatt az Alsó-Tisza vidékén 833,5 km² területet borít víz, amiből 272,5 km² vetés, 253,5 km² pedig szántó. A legrosszabb helyzetben lévő településeken, Csanyteleken, Csongrádon, Kunszentmártonban és Pálmonostorán harmadfokú a készültség.[6] A január 8-9-i hétvége enyhe időjárása miatt nagy mértékben nőtt az elöntött területek nagysága a Középső-Tisza vidékén.[7] 573 km² területet borít belvíz, ebből 157 km² a vetett terület.[7] A Közép-Tisza vidékén lévő települések közül 13 első fokú, 20 másodfokú készültségben van. A legnehezebb helyzetben Abony, Kőröstetétlen, Tiszabura, Fegyvernek, Tápiószőlős, Tiszakécske, Kunszentmárton, Cegléd és Nyársapát van, ezeken a településeken harmadfokú a készültség.[7]
- A hónap elejére 25-re emelkedett a Fülöp-szigetek déli részét sújtó áradások okozta halálos áldozatok száma.[8] Az áradások a 2010. decembere óta tartó esőzések miatt következtek be, Butuan körzetének 70%-át borítja víz.[8] Január 18-án már 51 halálos áldozata volt az árvizeknek, mely már az ország középső részét is sújtja.[9]
- január 1.: 7-es erősségű földrengés Argentína északi részén, Santiago del Estero városától 160 kilométerre.[10] A rengés nagyon mélyről, 584 kilométerről indult, áldozatok és károk nem keletkeztek, mivel a terület gyéren lakott.[10]
- január 2.: 7,1-es erősségű földrengés Chile középső részén.[11] A rengés központja a tengerben volt, Temucótól majdnem 100 kilométerre északnyugatra.[12] Cunamiriadót rendeltek el, amit később lefújtak.[11] A földrengés után a chilei határhoz közel eső argentin Nahuel Huapí-tó vízében tisztább áramlatok jelentek meg.[13]
- január 5.: 5,3-es erősségű földrengés Irán déli részén, Fársz tartomány Ardakan nevű városában.[14] 16 ember megsérült, több falu épületei komoly károkat szenvedtek, 6-10 falu teljesen megsemmisült.[14] A fő rengést legalább 5 utórengés követte.[14]
- január 10.
  - Német városokat öntött el a víz. Koblenzben a normális vízállás háromszorosa, 7 és fél méter volt a Mosel szintje. Kölnben a Rajna vízszintje óránként 2 centimétert emelkedik.[15]
  - 4 ember vesztette életét a francia Val-d’Isère síparadicsomban, lavina következtében.[16]
- január 13.
  - A Richter-skála szerinti 6,5-ös (a Japán Meteorológiai Ügynökség szerint 6,6-os) erősségű földrengés Japánban.[17] A hipocentrum 550 kilométeres mélységben volt a Bonin-szigetektől nyugatra.[17]
  - 7,3-es erősségű földrengés a csendes-óceáni Loyalty-szigeteken.[18] A hipocentrum 7,2 kilométeres mélységben volt az új-kaledóniai Tadine városától 125 kilométerre északra, illetve 135 kilométerre délnyugatra Vanuatutól.[18]
  - A heves esőzések miatt árvizek és földcsuszamlások Brazíliában, Rio de Janeiróban és környékén.[19] Az áldozatok száma január 24-ére meghaladta a 800-at, az eltűntek száma 469.[20] A Riotól északra lévő Teresopolis, Petropolis, és Nova Friburgo a leginkább érintett a katasztrófában.[21] Az utak is járhatatlanok, ami nehezíti a mentést.[21] Dilma Rouseff brazil elnök is ellátogat a helyszínre, a kormány 470 millió dolláros gyorssegélyt ad a rászorultaknak.[22]
  - Kisebb kitöréssel felébredt az Etna Olaszországban.[23] A hegy délkeleti oldalán kisebb mennyiségű láva ömlött ki. Catania két repterét lezárták, a lávafolyam Cataniából és Taorminából is látható volt.[23]
- Január 17. A Fejér megyei Kulcson megcsúszott a löszfal, mely 1 ház beomlását, további 7 életveszélyessé válását okozta.[24] A területre 2007 óta nem lehetett építkezni, de az ott lakók szerint már előző év októbere óta mozgott a föld.[24] A további vizsgálatok után január 24-ére bebizonyosodott, hogy 14 házat kell lebontani, 53 továbbra is veszélyeztetett.[25]
- január 19.: 7,4-es erősségű földrengés Pakisztánban. Az epicentrum az afgán-pakisztáni határ közelében lévő Dalbandin várostól 55 kilométerre nyugatra volt.[26]
- január 20.:
  - 5,1-es erősségű földrengés az új-zélandi Christchurchben, 1 nappal a paraatlétikai világbajnokság megnyitója előtt.[27] A rengés ellenére a megnyitót megtartják.[27]
  - Kitört két orosz vulkán, a Kamcsatka-félszigeten lévő Sivelucs és Karimszkij.[28] A légiforgalmat elterelték a térségből.[28]
- január 24. - Az orosz Kamcsatka-félszigeten lévő Kizimen vulkán 4500 méter magas hamufelhőket lövell ki magából.[29]
- január 26.:
  - Kisebb, 2,5-es erősségű földrengés Bábolnán, amit a helyi lakosok is éreztek.[30]
  - Japán Kjúsú szigetén kitört a Sinmoedake vulkán. A kitörés miatt a közeli 1100 lakosú Takaharu lakóit ki kellett telepíteni.[31]
- január 29.:
  - 6,1-es erősségű földrengés a Jeges-tengeren.[32] A rengés epicentruma a Jan Mayen-sziget közelében volt, Grönland keleti partjától 560, az észak-norvég Tromsø várostól 975 kilométerre, az Európa és Grönland közötti tektonikus repedés körül.[32] A hipocentrum 9,5 km mélyen volt.[32] A szigeten kutatók és katonák élnek, károk és személyi sérülés nem történt.[32]
  - 4,7-es erősségű rengés Oroszlány környékén, ami 38 másodpercig tartott.[33] A rengés hipocentruma 5-8 kilométer mélyen volt, és az egész Dunántúlon lehetett érezni.[34]

- január 31.–február 2.: Heves hóviharok egész Észak-Amerika területén. Tizenkét ember meghalt, több ezer repülőjáratot töröltek, iskolákat zártak be és autók százait hagyták az utakon.[35]

## Február
- január 31.–február 2.: Folytatódnak a hóviharok az Amerikai Egyesült Államokban és Kanadában.[35]
- február 1.: 4,8-es erősségű földrengés a Kína délkeleti részén elhelyezkedő Yunnan (Jünnan) tartományban. Mintegy nyolcvanezer embert kitelepíttek, 3000 ház megrongálódott.[36][37]
- február 5.: 5-3-as erősségű földrengés Japánban, Tokiótól 107 kilométerre délkeletre.[38]
- február 6. Egy magyar hegymászó meghalt, ketten pedig súlyosan megsérültek a Magas-Tátrában, a Lomnici-csúcs alatt, lavina következtében.[39]
- február 10.: 5,5-es erősségű földrengés Oroszország területén, Dél-Szibéria térségében. Az Orosz Tudományos Akadémia szerint méréseik 5,3-es erősséget mutattak. A földmozgás lökéshullámait öt szibériai régióban is érezték.[40]
- február 11.: 7-es erősségű földrengés Chilében, az epicentrum Concepción városától 45 kilométerre északnyugatra volt, a hipocentruma 18 km mélyen.[41]
- február 13.: Több rengést észleltek Chilében, a február 11-i rengés utórengéseiként. Concepcióntól 25 kilométerre egy 6-os erősségű, másfél órával később egy 5,8-as erősségű rengés pattant ki 37 kilométerre.[42]
- február 22.:
- 6,3-es erősségű földrengés az új-zélandi Christchurchben. 75-en meghaltak, több épület összedőlt.[43]

- - Kitört a fülöp-szigeteki Bulusan tűzhányó, a környéken élőket kitelepítették. A kitörés 19 percig tartott, a robbanás hangját 10 kilométer távolságban is hallották.[44]
- február 27. Földcsuszamlás következtében sárlavina sodort el 400 lakásként szolgáló építményt Bolívia fővárosában, La Pazban.[45]
- február 28.: 6-os erősségű földrengés Chilében, Canete és Chiguayante városok közelében. Ugyanaznap Chilében az egy évvel korábbi, 524 halálos áldozattal járó földrengésre emlékeztek.[46]

## Március
- március 5. 3 magyar hegymászót sodort el lavina a romániai Bucsecs-hegységben.[47]
- március 6.: 6,2-es erősségű földrengés Chilében, Tarapaca tartományban, Aricától 110 kilométerre északkeletre, a perui Tacnától pedig 93 kilométerre délkeletre.[48]
- március 7. A 28 éve aktív hawaii vulkán, a Kilauea 20 méteres lávaoszlopot lőtt a magasba, 490 méter hosszú hasadék keletkezett rajta.[49] Egy nappal korábban a kráterének a feneke is beszakadt, a környéket kiürítették.[49]
- március 10.: 5,4-es erősségű földrengés Kína Jünnan tartományában, 19 halálos áldozattal.[50]

- március 11.: 8,9-es erősségű földrengés Japánban, Szendaitól nem messze, több ezer halálos áldozattal. A rengés után cunami keletkezett.[51]

- március 19. Kitört az indonéz Karangetang vulkán, 3 falu lakosságát kitelepítették.[52]
- március 24.: 6,8-7,0-es erősségű földrengés Mianmar laoszi és thaiföldi határvidékén, Bangkoktól 770 kilométerre.[53]

- március 27. 4 ember meghalt, 1 ember eltűnt a svájci Mont Velan hegyen.[54]

## Április
- április 7.: 7,1-es erősségű földrengés Szendai városától mintegy 66 kilométerre a Csendes-óceánban, 49 kilométeres mélységben. A földrengés a március 11-én bekövetkezett 2011-es tóhokui földrengés és cunami egyik utórengése. A halálos áldozatok száma hivatalosan 4, mintegy 140-en megsérültek.[55]

## Május
- május 8. Árvíz az USA-ban.[56] A Mississippi áradása miatt Illinois is Louisiana államban több mint négymillió embert telepítettek ki.[56]
- május 11.: 5,1-es erősségű földrengés Délkelet-Spanyolországban Lorca városához közel, mindössze 1 kilométeres mélységben. A halálos áldozatok száma kilenc, 293-an megsérültek, több mint 20 ezer ház megrongálódott.[57][58][59]

- május 12. Kitört az Etna Olaszországban éppen azon a napon, amikor a Giro d’Italia kerékpárosversenyt szervezték volna a vulkánra.[60]
- május 14. 5,9-es erősségű földrengés Costa Ricában, a fővárostól, San Josétól 33,5 kilométerre nyugatra.[61] A rengés miatt helyenként megszakadt az áram- és telefonszolgáltatás.[61]
- május 22. Kitört az izlandi Grimsvötn vulkán.[62] A vulkáni hamu miatt a következő napokban több száz repülőjáratot töröltek szerte Európában.[63]

## Június
- június 4.: Kitört a chilei Puyehue vulkán, számos légi járatot töröltek Dél-Amerikában, Új-Zélandon és Ausztráliában. A katasztrófa miatt mintegy 3000 embert kellett evakuálni.[64]
- június 13. Kitört a Dubbi vulkán Eritreában.[65]
- június 23. 6,7-es erősségű földrengés Japánban, Tokiótól 530 kilométerre északkeletre, Iwate prefektúrától nem messze, az óceáni talapzatban.[66] Kamaishi és Ofunato városokban 8000 lakás kiürítését rendelték el, de személyi sérülés nem történt.[66]
- június 24. 7,2-es erősségű földrengés az USA Alaszka államában.[67] A rengés központja Anchorage-tól 1700 kilométerre, az Aleut-szigetekhez tartozó Fox szigetnél volt 40 kilométeres mélységben.[67]

## Július
- július 3. Kitört az indonéz Soputan tűzhányó Celebesz szigetén.[68]
- július 7. 7,7-es erősségű földrengés Új-Zéland partjainál.[69] A rengés központja a Raoul-szigettől 211 kilométerre keletre volt, 48 kilométeres mélységben.[69]
- július 9. Kitört az Etna Olaszországban, emiatt Catania repterét ideiglenesen lezárták.[70]
- július 10. 7-es erősségű földrengés Japán északkeleti részén.[71] A rengés központja a tengerben volt, 10 kilométer mélyen.[71]
- július 11. 3,7-es erősségű földrengés Oroszlánynál.[72]

- július 15. Kitört a Lokon vulkán Indonéziában, Celebesz szigetén.[73] A kitörés miatt ijedtségtől egy nő szívroham miatt meghalt, mintegy 6000 embert kitelepítettek, és további 27 ezer kitelepítését tervezik.[73]
- július 20. 6,2-es erősségű földrengés a Fergánai-medencében, Kirgizisztán és Üzbegisztán határvidékén, Fergánától 42 kilométerre délnyugatra.[74]
- július 23. 6,5-es erősségű földrengés Japánban, a Mijagi prefektúrában.[75]
- július 30. 6,4-es földrengés Japán északkeleti részén, rengés epicentruma Honshutól keletre volt.[76]

## Augusztus
- augusztus 1. 6,1-es földrengés Japán középső és keleti részében, aminek epicentruma a Szuruga-öbölben volt 20 kilométer mélyen, Tokiótól 200 kilométerre.[77]
- augusztus 11. Kitört a Sivelucs vulkán Oroszországban, a Kamcsatka-félszigeten.[78]
- augusztus 15. Az ország életét megbénító, 40-50 éve nem látott mennyiségű havazás Új-Zélandon, amit egy Antarktisz felől érkező hidegfront okozott.[79] A közlekedés megbénult, iskolákat zártak be. A Wellingtont Aucklanddel összekötő autópályát lezárták, a Déli-szigeten bezárták Christchurch, Dunedin és Queenstown repterét.[79]
- augusztus 19. 6,8-es földrengés Japánban, Fukusima prefektúra közelében.[80] Biztonsági okokból a Fukusima-1 erőműből evakuálták a dolgozókat.[80] A földrengés a Csendes-óceánban a partoktól 80 kilométerre, 20 kilométeres mélységben pattant ki.[80]
- augusztus 20. 2011-ben kilencedszer tört ki az Etna Olaszországban.[81]
- augusztus 23. 5,9-es erősségű földrengés az Egyesült Államokban, nem messze Washingtontól.[82] Az epicentrum Virginia államban volt, Mineral közelében, 6 kilométeres mélységben. A rengést New Yorkban is érezni lehetett, ahol Manhattan egyes részeit kiürítették, akárcsak a Pentagont, a Capitoliumot és a Fehér Házat.[82]

## Szeptember
- szeptember 2.
  - 6,4-es erősségű földrengés Argentínában, az epicentrum Santiago del Esterótól 130 kilométerre délkeletre, 600 kilométer mélyen volt.[83]
  - 6,8-es erősségű földrengés Alaszka partjainál, Anchorage-tól 1679 kilométerre.[84]
- szeptember 18. 6,8-es erősségű földrengés az észak-indiai Szikkim tartományban.[85] Epicentruma Gangtoktól 64 kilométerre, 24 kilométer mélyen volt.[85] Nepál fővárosában, Katmanduban hárman meghaltak, további öt áldozata volt a rengésnek Indiában.[85]

## Október
- Árvíz Thaiföldön, mely miatt novemberre az ország kétharmada víz alá került.[86]
- október 13. 6,1-es erősségű földrengés az indonéziai Bali szigetén.[87] A rengés epicentruma Balitól 100 kilométerre délnyugatra volt, két iskola és több hindu templom megrongálódott.[87]
- október 23. 7,2-es erősségű földrengés Törökországban, Van térségében.[88] A halálos áldozatok száma jelentős, 525 fő.[88]

- október 28. 6,9-es erősségű földrengés Peru középső partvidékén.[89] A rengés epicentruma Ica városától 50, Limától 299 kilométerre volt a tengeren, 50 kilométeres mélységben.[89]

## November
- Thaiföldön az áradások miatt több mint hatszázan meghaltak, az ország kétharmada pedig víz alá került.[86]
- november 2. 3,8-es erősségű földrengés a Győr-Moson-Sopron megyei Kóny és Ikrény térségében.[90] Az emberek felébredtek álmukból, de károk nem keletkeztek.[90]
- november 1. Víz alatti vulkán keletkezett a Kanári-szigetekhez tartozó El Hierro sziget közelében, 300 méteres mélységben.[91] La Restinga városból 600 embert telepítettek ki.[91]
- november 9. 5,7-es erősségű földrengés Kelet-Törökországban Van várostól délre.[92] 20 épület dőlt össze, a halálos áldozatok száma 38[93] fő és legalább százan a romok alatt rekedtek.[92] A rengés epicentruma 4,9 kilométer mélyen volt.[92] A 300 fős mentőalakulat munkáját nehezítette, hogy a közeli repülőtér használhatatlanná vált.

## December
- A hónap közepén áradások a Fülöp-szigetek déli részén, Mindanao szigetén. Az árvízben több mint 1200 ember meghalt, és 60 000 embernek kellett elhagynia a lakhelyét.[94]
- december 11. 6,7-es erősségű földrengés Mexikóban, Guerrero államban.[95] A rengésben ketten meghaltak, köztük egy 11 éves gyerek, ketten pedig megsérültek.[95] A rengés epicentruma Teloloapantól 35 kilométerre délre volt, 65 kilométer mélyen.[95]
- december 23. Helyi idő szerint kora délután két földrengés rázta meg Christchurchöt, ahol egy ember megsérült, négyet pedig a romok alól mentettek ki, de nagyobb károk nem keletkeztek.[96] A rengések közül az első 5,3 a második 5,8-es erősségű volt, és 8 kilométeres mélységben pattantak ki.[96] Átmenetileg kiürítették a repteret és több belvárosi épületet.[96]